# Sondergericht Bielitz
Das Sondergericht Bielitz war von 1942 bis 1945 ein deutsches Sondergericht in Bielitz.

## Geschichte
Am 1. September 1942 wurde das Sondergericht Bielitz gebildet. Sein Sprengel gehörte vorher zum Gerichtsbezirk des Sondergerichts Kattowitz und umfasste die Sprengel der Landgerichte Bielitz und Teschen. Es war dem Landgericht Bielitz angegliedert und nutzte auch dessen Räumlichkeiten. Es wurde nur eine Kammer beim Gericht gebildet.

## Richter
Am Sondergericht Bielitz waren insgesamt acht Richter beschäftigt. Diese waren überwiegend vorher am Sondergericht Kattowitz eingesetzt. Alle Richter waren nach 1933 der NSDAP beigetreten.
- Landgerichtsdirektor Hans Meusel (Vorsitzender)
- Amtsgerichtsrat Hans Miosga
- Landgerichtsrat Martin Deinhardt (Stellvertretender Vorsitzender ab Januar 1944)
- Landgerichtsdirektor Walter Graef (Stellvertretender Vorsitzender)
- Amtsgerichtsrat Hermann Plonner (bis Dezember 1942)
- Landesgerichtsrat Dr. Ulrich Hoffmann
- Landesgerichtsrat Alex Seiffert (ab Januar 1943)
- Amtsgerichtsrat Dr. Waldemar Holz (ab Januar 1944)

Hans Meusel wurde nach dem Krieg Richter am Landgericht Göttingen, Hermann Plonner Direktor des Landgerichts Kempten. Keiner der Richter wurde nach dem Krieg strafrechtlich zur Verantwortung gezogen. Der Staatsanwalt am Sondergericht Bielitz und Kattowitz, Gerhard Pchalek war bis 1950 Generalstaatsanwalt von Thüringen. Er war dann ab 1952 Professor an der Friedrich-Schiller-Universität in Jena. Er wurde am 8. April 1960 vom Bezirksgericht Gera zu einer vierjährigen Zuchthausstrafe wegen Beihilfe zum Mord in 20 Fällen während seiner Zeit in Kattowitz verurteilt.